# Elektronické zdravotnictví
Elektronické zdravotnictví (eHealth) je systematické využití informačních a komunikačních technologií ve zdravotnictví. Zahrnuje v sobě řadu služeb a systémů pro podporu léčebně preventivní péče, diagnostiku, zdravotnickou správu. Kromě zdravotnictví je systém eHealth uplatněn všeobecně i v oblasti zdravého životního stylu.

## Zaměření oboru
Nástroje elektronického zdravotnictví jsou zaměřeny na interakci v několika úrovních:
- sběr dat o pacientech a zdravotnických zařízeních
- komunikace mezi zdravotnickými subjekty
- poskytování dat nezdravotnickým subjektům (státní správě, pacientům apod.)

Komunikace mezi subjekty může řešit na několika úrovních:
- mezi pacientem a lékařem, nemocnicí, nebo dalším poskytovatelem zdravotní péče,
- sdílení mezi poskytovateli zdravotní péče (např. předávání údajů o pacientech),
- vykazování péče zdravotním pojišťovnám,
- a další (například vzájemné poskytování dat mezi nemocnicemi a IZS kraje[3] apod.).

## Náplň oboru
eHealth má široký záběr obsahu. Spektrum zahrnuje zejména správu a využití zdravotních informací propojených v síti. Součástí jsou i např. elektronické zdravotní záznamy, elektronické předepisování léků, elektronické poskytování zdravotních informací apod. Specifickou náplní jsou služby telemedicíny, které umožňují pacientům dálkovou komunikaci s lékařem. To zahrnuje možnosti monitoringu pacientů pomocí internetu nebo mobilních komunikačních systémů. V současné době se pro tyto účely rozmáhá i využití rozšířené a virtuální reality Umožňuje to včasné získání informací pro záchranu života, nebo například dálkové vyhodnocení sledovaných parametrů u chronicky nemocných pacientů (např. hodnoty krevního cukru u diabetiků naměřené při domácím self-monitoringu). Rozvoj eHealth vyžaduje spolupráci jednotlivých občanů, zdravotnických zařízení, zdravotních pojišťoven a orgánů veřejné správy společně s obchodními společnostmi a nevládními organizacemi při tvorbě standardů a metodik. Tato spolupráce je zastřešena mezirezortním koordinačním výborem pro zavedení eHealth v ČR, které zřídil ministr zdravotnictví v roce 2007.

## Elektronické zdravotnictví v ČR a v Evropě

### Česká republika

#### Současné zřízení
Ministerstvo zdravotnictví ČR je podle § 70 zákona č. 372/2011 Sb., o zdravotních službách, zřizovatelem Národního zdravotnického informačního systému (NZIS). Správou NZIS pověřilo k tomu zřízený Ústav zdravotnických informací a statistiky ČR (zkrácené ÚZIS ČR). ÚZIS řeší sběr a statistické zpracování zdravotních dat populace ČR. Součástí jsou Národní zdravotní registry, například Národní registr poskytovatelů zdravotních služeb (NRPZS), Národní onkologický registr (NOR) a další.

#### Minulost a budoucnost
První zmínka o eHealth je ve státní strategii Státní informační a komunikační politika, ve zkratce eČesko z roku 2004. Na ni navázal Akční plán eZdraví EK v dubnu 2004. Červen roku 2005 přinesl novou evropskou strategii i2010 – evropská informační společnost pro růst a zaměstnanost. Dalším krokem bylo zřízení Meziresortního koordinačního výboru pro zavedení elektronického zdravotnictví (eHealth) v ČR z 1. října 2007. Následovalo vypsání veřejné soutěže o návrh s názvem Hospodárné a funkční elektronické zdravotnictví MZ ČR dne 15. září 2012, kde byl vybrán projekt firmy Microsoft. V dalších letech byly projekty pozastaveny, protože se zjistilo, že by Česká republika nestihla vyčerpat peníze z evropských fondů a nedošlo by tak k naplnění výzvy do konce roku 2014, jak evropské dotace podmiňovaly. Vznikla tak řada odložených či zrušených projektů, kupříkladu iZIP, ePreskripce, eNeschopenka či mezinárodní epSOS či SNOMED.
K dnešnímu dni[kdy?] jsou vidět spíše aktivity odborné veřejnosti. Ta na základě programových prohlášení vlády prosazuje standardy a koncepty nutné pro rozvoj a dlouhodobou udržitelnost a elektronizaci ve zdravotnictví s důrazem na bezpečnost dat.
Na Min. zdravotnictví existuje odbor IT a elektronizace zdravotnictví. Organizační součástí odboru je i Národní centrum elektronického zdravotnictví (NCEZ), které píše strategie, vize, principy a priority eHealth.

### Evropská unie
Cílem Evropské unie je propojit jednotlivé národní projekty eHealth a koordinovat je. Tato snaha je součástí akčního plánu eEurope, schváleného v roce 2000. Členské země zastupují národní operátoři eHealth. Koordinace zahrnuje rychlý přístup ke sdíleným a vzdáleným lékařským odborným posudkům prostřednictvím telekomunikačních a informačních technologií bez ohledu na to, kde se pacient nebo příslušná informace nachází.
Připraven je například systém pro přeshraniční výměnu zdravotní dokumentace.